# NGC 2031
NGC 2031 ist ein offener Sternhaufen in der Großen Magellanschen Wolke im Sternbild Tafelberg. Der Sternhaufen wurde am 3. November 1834 von dem Astronomen John Herschel entdeckt. Die Entdeckung wurde später im New General Catalogue verzeichnet.